# 君の隣のラジかるん
君の隣のラジかるん（きみのとなりのラジかるん）は、2017年にデビューし、2021年6月に解散した日本の女性アイドルグループ。Myriorama所属。通称「君ラジ」。

## 概要
2017年7月、プロダクションKIEのタレント育成プロジェクトとして活動を開始した。和田あずさと橘桜子のユニットからメンバーを追加し「君の隣のラジかるん」として活動。
「ラジかるん」は「radical(急進的な)」に由来する造語で、ファンの隣で急速に成長するというコンセプトであった。

## 略歴

### 2017年
- 7月23日、「CAMELOT GIRLS MEETING!!」（CLUB CAMELOT B3）にて和田あずさ・橘桜子の「らこあず（あずらこ）」として初ライブ[2]。
- 8月20日の「第16回 秋葉原教室イベント」（オオカゼ寫眞館）より「君の隣のラジかるん」名義で出演[3]。
- 9月に紺乃ゆら、10月に中山瑠華、12月に増田リオが加入して5人グループとなる。

### 2018年
- 3月24日、四谷LOTUSにて1stワンマンライブを開催。
- 7月8日、「アイドル横丁夏まつり!!〜2018〜」に出演[4]。
- 7月24日から8月27日まで、AKIBAカルチャーズ劇場で行われた「デビュー直前アイドル5組新人公演〜真夏のシンデレラたち〜」にて月曜日の公演を担当し優勝[5]。
- 10月20日より、AKIBAカルチャーズ劇場にて定期公演「君の隣で定期するん」を開催。
- 12月8日、初の海外でのライブとなる「Meet The Idol in TAIWAN supported by @JAM」（台北市・CLAPPER STUDIO）に出演[6]。

### 2019年
- 1月4日発売「週刊プレイボーイ」のブックインブック「a Mode of Girls 2019」に和田あずさが掲載[7]。
- 8月3・4日、「TOKYO IDOL FESTIVAL 2019」に初出演。TIF限定CD「FITするん!」をリリース。
- 10月27日、2ndワンマンライブ「lopi lopi presents 君の隣のラジかるん 2ndワンマンライブ 〜絶賛発芽中！〜 supported by DigiCash」（神田明神ホール）を開催。
- 11月26日、中山瑠華との専属契約を解除[8]。

### 2020年
- 3月15日、無観客配信ライブを開催。
- 10月18日・11月23日・12月26日、主催単独公演を開催、3か月連続新曲披露[9]。

### 2021年
- 6月15日、新型コロナウイルス感染症の影響により、グループの存続を断念、解散[10]。
- 7月23日、「君の隣のラジかるんラストライブ！ 私達からの感謝を込めて」（東京キネマ倶楽部）を開催。

## メンバー
※解散時の所属メンバー
| メンバー                 | 愛称       | 生年月日（年齢）      | カラー | 備考               |
| ------------------------ | ---------- | --------------------- | ------ | ------------------ |
| 橘桜子 たちばな さくらこ | らこ       | 2003年6月21日（21歳） | 赤     | オリジナルメンバー |
| 和田あずさ わだ あずさ   | あずあず   | 2003年8月8日（21歳）  | 青     | オリジナルメンバー |
| 紺乃ゆら こんの ゆら     | ゆらのん   | 2001年4月14日（23歳） | 紫     | 2017年9月3日加入   |
| 増田リオ ますだ リオ     | りぃちゃん | 2006年1月15日（19歳） | 黄     | 2017年12月3日加入  |

### 旧メンバー
| メンバー               | 愛称       | 生年月日（年齢）      | カラー | 備考                                      |
| ---------------------- | ---------- | --------------------- | ------ | ----------------------------------------- |
| 和倉りな わくら りな   | りなっち   | ?                     | ?      | 2017年9月3日加入。活動はこの日限り?       |
| 中山瑠華 なかやま るか | るかちゃま | 2002年10月2日（22歳） | 緑     | 2017年10月29日加入 2019年11月26日契約解除 |

## 作品

### コラボ曲
- 「PEEK A BOO！」（作詞：まい、作曲・編曲：八巻俊介（Azbit）)

2020年5月、アクアノートとコラボ企画を行い、目標達成の記念に制作された楽曲。

### 書籍
- All.r 君の隣のラジかるん1st Photobook（2018年10月27日、フォトジェニック）